# Ermita de Sant Antoni de la Vall d'Uixó
L'ermita de Sant Antoni Abat, situada en la partida de Sant Antoni, a 214 metres d'altitud sobre un petit turó que es troba enfront del municipi de la Vall d'Uixó (comarca de la Plana Baixa), a 1 quilòmetre aproximadament de distància del nucli poblacional, i al costat de la colònia residencial del mateix nom; és un temple catòlic catalogat com Bé de Rellevància Local, segons la Disposició Addicional Cinquena de la Llei 5/2007, de 9 de febrer, de la Generalitat, de modificació de la Llei 4/1998, d'11 de juny, del Patrimoni Cultural Valencià (DOCV Núm. 5.449 / 13/02/2007); amb nombre d'identificació 12.06.126-014.

## Descripció històric artística
El temple, datat de finals del segle xvii i principis del xviii, està sota la advocación tant de Sant Antoni Aba com de Santa Bàrbara.
Es tracta d'un petit temple de gran senzillesa i caràcter rústic. El seu accés es realitza a través d'una escala i malgrat ser un edifici exempt, té adossat al seu lateral esquerre un recinte edificat més recentment, destinat a l'acolliment de visitants i pelegrins, amb coberta a un sol vessant.
Per la seva banda, el recinte sagrat presenta coberta amb teules a dues aigües i una façana és rectangular, que està rematada amb àmpli campanar de paret barroc amb campana i creu. La porta presenta llinda, emmarcada per dovelles irregulars i sobre ella destaca com a element decoratiu, un retaule ceràmic amb imatge del sant, amb la llegenda: Ermita de Sant Antoni. Restaurada el 17-1-1972.
L'interior és rectangular, amb pedrís al llarg de les parets de maçoneria. Només té un altar en el qual es troba la imatge del titular.

## Festes
La festivitat de Sant Antoni Abat, patró dels animals, se celebra en la Vall d'Uixó el diumenge més proper al 17 de gener (festivitat del Sant), amb animat romiatge que parteix de la Ermita de la Sagrada Família amb la imatge de sant portada a coll. Després d'escoltar Missa en l'ermita, s'esmorza als voltants.